# Гомельская детская железная дорога
Гомельская детская железная дорога — первая детская железная дорога на территории Белоруссии и пятая в СССР.

## История
Дорога была открыта в августе 1936 года, располагалась в районе стадиона «Локомотив» и была длиной 0,5 км. Имелись отдельное паровозное депо, станционные постройки, учебное здание. На дороге эксплуатировались танк-паровоз военно-полевого типа завода АЛКО и два пассажирских двухосных вагона, специально построенных на Гомельском вагоноремонтном заводе.
Планировалось продлить дорогу до пионерского лагеря, расположенного в районе деревни Лещинец (сейчас — один из районов Гомеля), увеличив её длину на 3-4 километра. Летом 1941 года дорога была закрыта из-за начала Великой Отечественной войны, во время войны разрушена, а в послевоенные годы не восстанавливалась.

## Станции
- станция «Радостная»
- станция «Счастливая»

## Подвижной состав

### Локомотивы
- Танк-паровоз 0-3-0 военно-полевого типа завода АЛКО (США)

### Вагоны
- 2 пассажирских двухосных вагона постройки Гомельского вагоноремонтного завода